# San Marcos de Yegros
Yegros es un despoblado situado en el término municipal de Mora, en la provincia de Toledo, comunidad autónoma de Castilla-La Mancha, España. Se ubica en el paraje conocido como «Paraje de Yegros», al noreste de la localidad de Mora. 

## Toponimia
El topónimo «Yegros» aparece documentado ya en fuentes medievales vinculadas a la Orden de Santiago, donde se menciona la «dehesa de Yegros» como parte de las posesiones de la encomienda de Mora a comienzos del siglo XIII. Según estos estudios, el término procede del latín «aegrus», que significa «enfermo» o «enfermedad».
Otra hipótesis —aunque minoritaria— sugiere una posible relación con el latín «equus» (caballo), interpretando el nombre como alusión a pastizales destinados al ganado equino; sin embargo, son los pocos los que se decantan por esta teoría.

## Geografía
Yegros se localiza a 3,78 km al noreste del casco urbano de Mora y a unos 5 km de Mascaraque. Forma parte de la comarca tradicional de La Sisla, vinculada a la red de dehesas y pastizales comunales de este territorio.
En este paraje vierten sus aguas varios tributarios del río Algodor, entre los que destaca el arroyo de Prado Redondo —conocido en este tramo como arroyo de Yegros—, que atraviesa el entorno antes de desembocar en el Algodor y abastecer antiguos molinos y huertas.
La Resolución de 3 de abril de 2024 reconoce el Paraje de Yegros como espacio de interés cinegético y micológico, delimitando oficialmente sus márgenes y regulando las actividades de aprovechamiento sostenible.

## Historia
Tras la conquista cristiana de Toledo en 1085, los reyes de Castilla promovieron la repoblación del sur del Tajo. En 1150, Alfonso VII donó «el lugar y términos de Yegros» a su mayordomo Rodrigo Rodríguez con la misión explícita de repoblar la zona. Bajo este impulso se establecieron las primeras parcelas y se definieron los pastos comunales que pervivirían hasta la Baja Edad Media.
El 1 de junio de 1219, Fernando III «el Santo» integró Yegros en la red de encomiendas de la Orden de Santiago, donando la aldea junto con sus pastos y derechos al Hospital de Cautivos de Toledo. Este acto, consignado en el Archivo Histórico de la Orden de Santiago, marcó el inicio de la vinculación institucional de Yegros con la milicia santiaguista y fijó las bases de su explotación agraria.
Bajo la administración santiaguista, documentos de 1278 describen el reparto de 200 fanegas de encinar y pastos comunales entre los hermanos de la Orden, destinando una quinta parte de la producción al sostenimiento de la liturgia en Toledo y el resto a las campañas contra los musulmanes. Estos repartos se realizaron según el fuero santiaguista y quedan registrados en pergaminos sellados del Archivo Histórico Nacional.
En 1350, un deslinde real trazó mojones pétreos entre Yegros, Mora y Bogas, señalando tres hitos de más de un metro y delimitando con precisión los pastos de la dehesa. Además, en 1374 pleitos de aguas entre Mora y la encomienda de Yegros relatan desacuerdos sobre canales de riego y derechos de abrevadero para el ganado.
La peste negra y las crisis sucesorias a finales del siglo XIV provocaron un drástico descenso demográfico. En registros fiscales de 1395 Yegros dejó de aportar alcabalas, señal de la caída de su economía.
Desde la Baja Edad Media, la ermita de San Marcos de Yegros formó parte del Camino de Santiago de Levante, que unía Valencia con la ruta jacobea principal. Manuscritos de la Cofradía de Valencia de 1382 la describen con capacidad para 12 peregrinos y panadería propia. Crónicas valencianas del siglo XVII mencionan a peregrinos que descansaban en la ermita para recibir bendición antes de proseguir su viaje.
En 1409, un visitador real consignó que en Yegros sólo vivían dos moradores —un capataz y un molinero— encargados del molino de sangre y de custodiar la ermita. Permanecieron hasta 1420, año en que fueron trasladados a Mora, lo que marcó el despoblamiento definitivo de Yegros.
En el Catastro de Ensenada (1752), Yegros aparece registrado como una dehesa sin ningún habitante censado y con 150 fanegas de encinar destinadas exclusivamente al pasto, sin producción cerealística. Los informantes indicaron que las únicas cosechas eran legumbres de secano y cáñamo, y que no existían casas habitables.
Durante la Guerra de la Independencia (1808–1814), las tropas francesas ocuparon el término de Mora y emplearon la ermita de Yegros como cárcel de campaña. El informe de Manuel Pérez de Amezúa de 1810 alude al uso de patios y corredores de la ermita para retener prisioneros, dejando huellas en los sillares y hundimientos en el pavimento original.
Aparece descrita en el tomo once del Diccionario geográfico-estadístico-histórico de España y sus posesiones de Ultramar de Pascual Madoz de la siguiente manera:

MARCOS DE YEGROS (SAN): desp. en la prov. de Toledo, part. jud. de Orgaz, térm. de Mora, sit. en el camino de la Mancha para Toledo: tiene una casa-palacio para habitacion y residencia del alc. m. y dependientes de la encomienda de Yegros, de la orden de Santiago: su TERRENO es de pasto y labor con un buen plantio de viñas.
(Madoz, 1848, pp. 218)

En 2019, un equipo de arqueólogos de la Universidad de Castilla-La Mancha llevó a cabo un proyecto de prospección y excavación en el Paraje de Yegros que reveló cimentaciones de muros laterales y estructuras anexas a la cabecera de la ermita. Los análisis de mampostería han permitido identificar al menos dos fases constructivas, una medieval y otra de reforma tardía.

## Patrimonio
La ermita de San Marcos de Yegros, fundada en el siglo XIII y reformada en época barroca, es el último vestigio arquitectónico del antiguo despoblado. Actualmente se encuentra en estado deplorable, y solo se conservan fragmentos de muros de mampostería y sillares calizos, restos de bóveda apuntada y trazas de cornisa moldurada, todo ello cubierto por la vegetación del encinar.